# Strimtimalia
Strimtimalia (Kenopia striata) är en fågel i familjen marktimalior inom ordningen tättingar.

## Utseende
Strimtimalian är en 14–15 cm lång tydligt tecknad timalia. Den svart på hjässa och nacke, på ovansidan kastanjebrun. Breda vita strimmor går från hjässmit bak på manteln, smalare på övre vingtäckarna. Ansiktet är vitt med orangebeige resta fjädrar på tygeln och gråaktiga örontäckare. Även undersidan är vit, dock svartfjällig på bröstsidorna och streckat beigeockra på flankerna. Stjärten är rostbrun.

## Utbredning och systematik
Fågeln förekommer på södra Thailandshalvön, Malackahalvön, Sumatra och Borneo. Den placeras som enda art i släktet Kenopia och behandlas som monotypisk, det vill säga att den inte delas in i några underarter.

## Levnadssätt
Strimtimalian hittas i låglänta fuktskogar, gärna i sumpiga områden. På asiatiska fastlandet ses den upp till 750 meters höjd, 610 meter på Borneo och 200 meter på Sumatra, dock ibland högre. Den ses födosöka efter små insekter nära marken, vanligen enstaka eller i par, ibland i smågrupper.

### Häckning
Fågeln häckar från maj till oktober i Sydostasien. Boet är en öppen skål av döda löv som placeras upp till en meter ovan mark, i en palmliknande växt. Däri lägger den två ägg.

## Status
Strimtimalian tros minska relativt kraftigt i antal på grund av habitatförstörelse. Internationella naturvårdsunionen IUCN listar därför arten som nära hotad.